# Standbeeld van dr. Schaepman
Het standbeeld van dr. Schaepman is een gedenkteken uit 1927 ter herinnering aan de katholieke emancipator Herman Schaepman (1844 – 1903). In het buitengebied van zijn geboorteplaats Tubbergen, in de Nederlandse provincie Overijssel, torent het werk van August Falise boven het omringende landschap van de Tubberger Es uit.

## Achtergrond
Hermanus Johannes Aloysius Maria (Herman) Schaepman (Tubbergen 1844 – Rome 1903) was theoloog en dichter en de eerste katholieke priester die lid van de Tweede Kamer werd. In 1902 werd hij door paus Leo XIII benoemd tot apostolisch protonotaris.
Na Schaepmans overlijden werd een commissie opgericht om een gedenkteken op te richten. In opdracht van de commissie ontwierp Pierre Cuypers het Schaepmanmonument. Het werd in 1908 onthuld op het terrein van het Groot-seminarie Rijsenburg in Driebergen, waar Schaepman zowel student als docent was geweest.
In 1909 nam de roomse propagandaclub De Jonge Garde uit Almelo het initiatief ook een gedenkteken voor Schaepman op te richten in zijn geboorteplaats Tubbergen. In 1913 werd in Tubbergen een comité gevormd voor dit doel, onder voorzitterschap van burgemeester L.P.J. ten Holder. In 1917 kwam een legaat van dertigduizend gulden binnen van pastoor E. Geerdink, die bevriend was geweest met Schaepman. Voorwaarde was dat er een meer dan levensgroot standbeeld zou worden opgericht op de Tubberger Es. Pas in 1924 werd de benodigde grond door het comité aangekocht. Er werd eind 1925 een prijsvraag uitgeschreven voor een standbeeld van "den grooten Doktor", "hoog oprijzend over de Twentsche Landouwen, als willende overschouwen al de lage landen aan de zee," "staande in de houding van een redenaar, blootshoofds, in het gewaad der protonotarii apostolici".

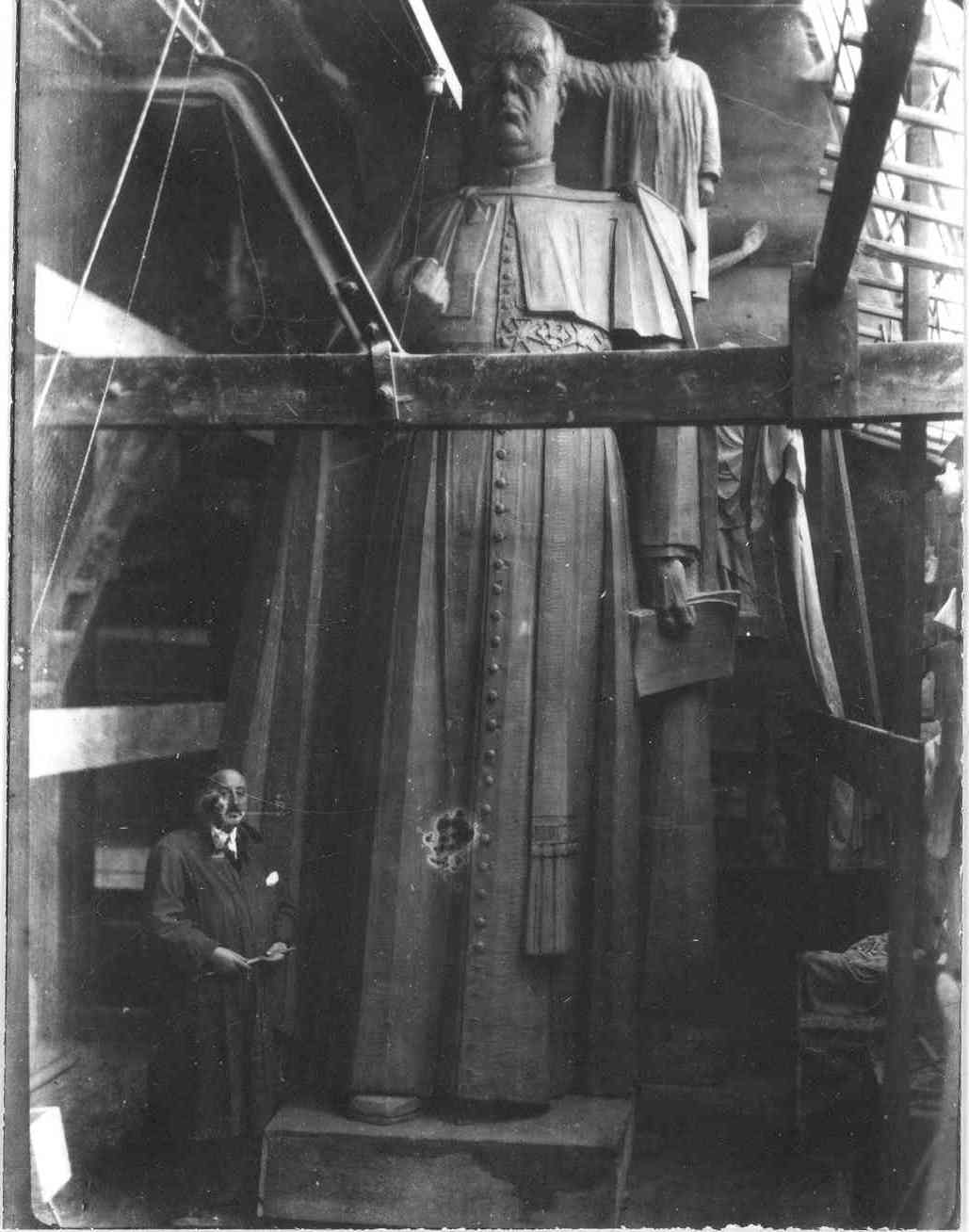
Het standbeeld in het atelier van Falise in Wageningen, januari 1927.

Er kwamen elf ontwerpen binnen; het ontwerp Staatsman van August Falise kwam als beste uit de bus, gevolgd door Stoere Stuwkracht van Wim Harzing. Het beeld werd gegoten bij de Fonderie Nationale des Bronzes in Sint-Gillis (Brussel).
Het standbeeld werd opgericht langs de weg van Tubbergen naar Almelo, waar het op 11 augustus 1927 werd onthuld door mgr. Nolens, lid van de Tweede Kamer der Staten Generaal. Vervolgens werd het woord gevoerd door onder anderen Tweede Kamervoorzitter en oud-premier jhr. mr. Charles Ruijs de Beerenbrouck en pastoor Waanders, erevoorzitter van het Schaepmancomité.

## Beschrijving
Het bronzen beeld toont Schaepman ten voeten uit, gekleed in een soutane en omhangen met een mantel. Hij houdt zijn rechterhand gebald en in zijn linkerhand een bundel papier. Op zijn borst prijken de onderscheidingen die hij ontving.
De vier meter hoge, granieten sokkel werd vervaardigd bij natuursteenhandel P.J.M. van Stokkum in Rotterdam. Op drie zijden is in reliëf een wapenschild aangebracht: aan de voorzijde een schild met een ganzenveer en Schaepmans motto "credo, pugno" (ik geloof, ik strijd), aan de linkerzijde het wapen van de Tweede Kamer der Staten-Generaal en het jaartal 1880, aan de rechterzijde het wapen van dr. Schaepman  onder een prelatenhoed met aan weerszijden telkens zes hangende kwasten en het jaartal 1902. Een opschrift aan de achterzijde luidt 

DANKBARE HULDE VAN KATHOLIEK NEDERLAND

## Het beeld in zijn omgeving
Het vijf meter hoge beeld met een sokkel van vier meter staat op een breed plateau aan de westkant van Tubbergen, te bereiken via een drie meter hoge en 23 meter brede trappenpartij aan de Almeloseweg. Het geheel is geplaatst in de driehoek van de Almeloseweg, de Huyerenseweg en de Tubbergeresweg, op het hoogste punt van de Tubberger Es, zodat het daar ver bovenuit uittorent. Het beeld kijkt over de Almeloseweg heen vrijwel naar het zuiden, iets zuidoostelijk.
De Doctor Schaepmanstraat ligt min of meer op de 900 meter lange lijn naar de Eeshof, de voormalige havezate aan de noordkant van Tubbergen waar Schaepman geboren werd. Deze is vanaf 1958 in gebruik genomen als bejaardenhuis en In 1965 op de gevel na volledig herbouwd. Anno 2021 is het een woon-zorgcentrum. Bij de ingebruikname benadrukte de moeder-overste van de Franciscanessen van Denekamp dat bestemming en functie van het huis aansloten bij de idealen van dr. Schaepman, doordat ook andere zusters, dan zij, die zich met de zorg voor de bejaarden belastten, in het huis gingen wonen. In 1962 kreeg de congregatie de Eeshof in eigendom.

## Waardering
Het standbeeld werd in 1997 als rijksmonument in het Monumentenregister opgenomen. Het is "een monument met cultuur-, architectuurhistorisch en stedenbouwkundig belang: als aandenken aan een, voor de emancipatie van het katholieke volksdeel, belangrijke figuur; als typologisch belangrijk voorbeeld van een vrijstaand standbeeld; vanwege de ligging op de Tubberger Es; vanwege de kunsthistorische waarde van het beeld in het oeuvre van A. Falise; vanwege de gaafheid en zeldzaamheid."

## Fotogalerij

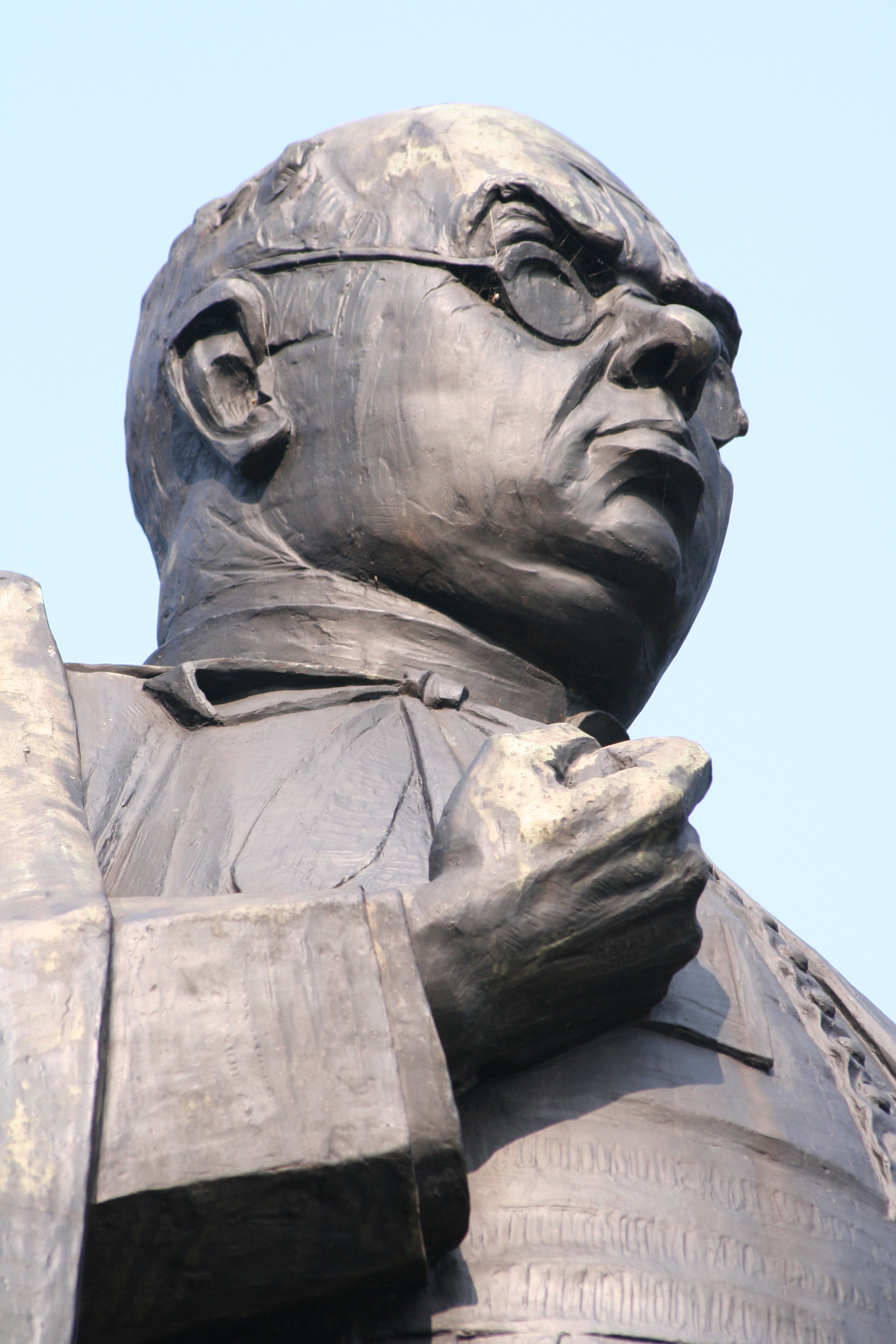
Detail van het beeld
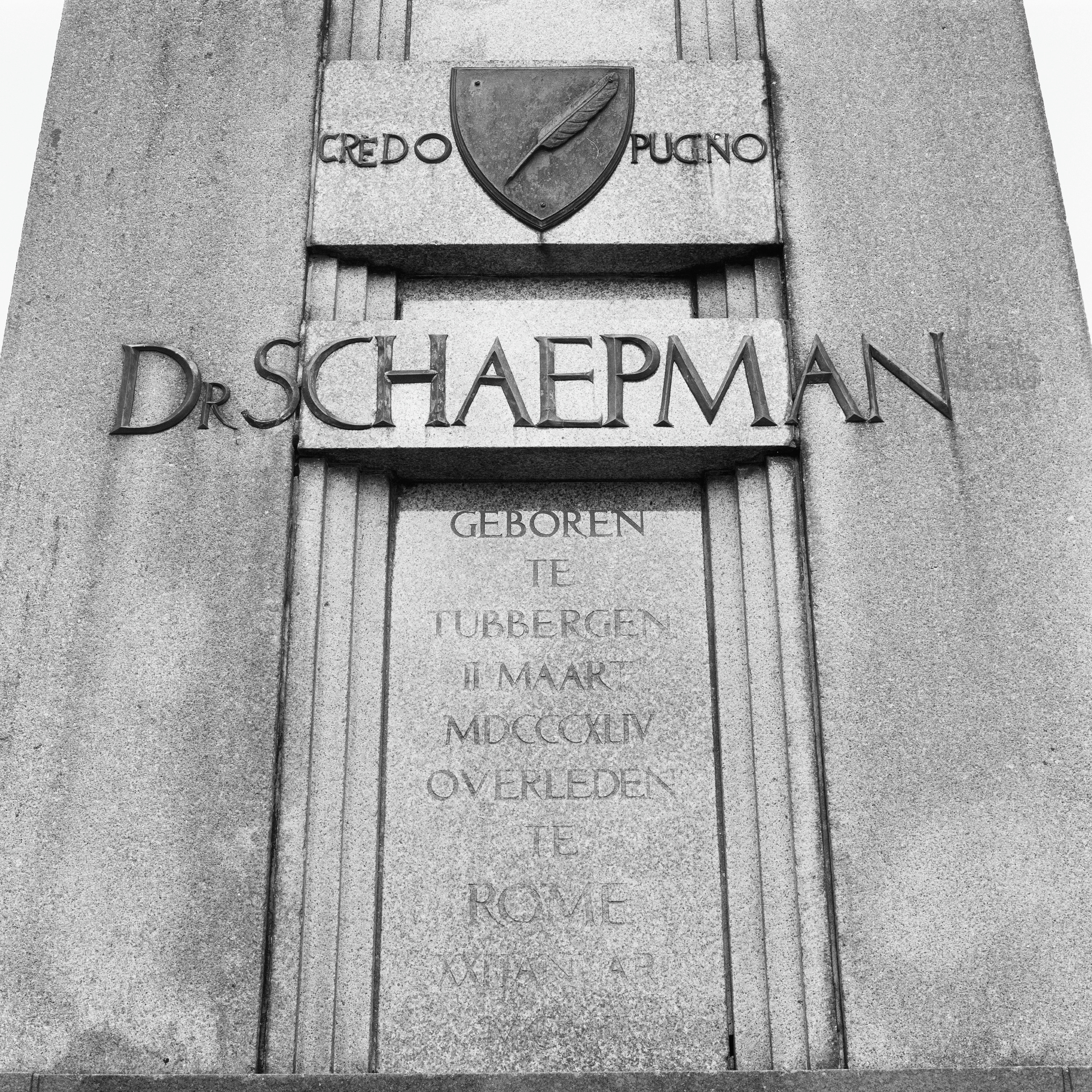
De sokkel
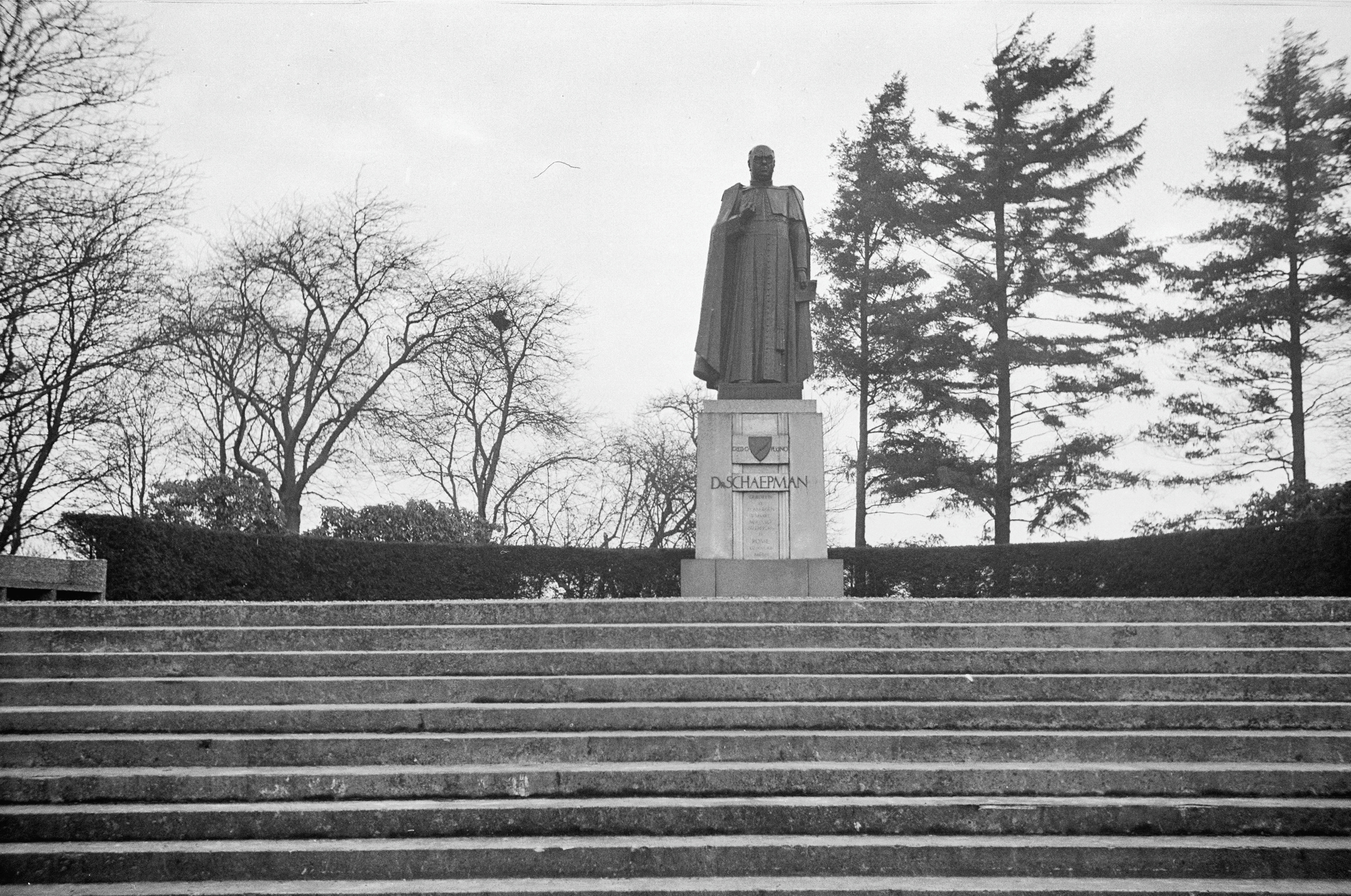
Zicht vanaf de trappen
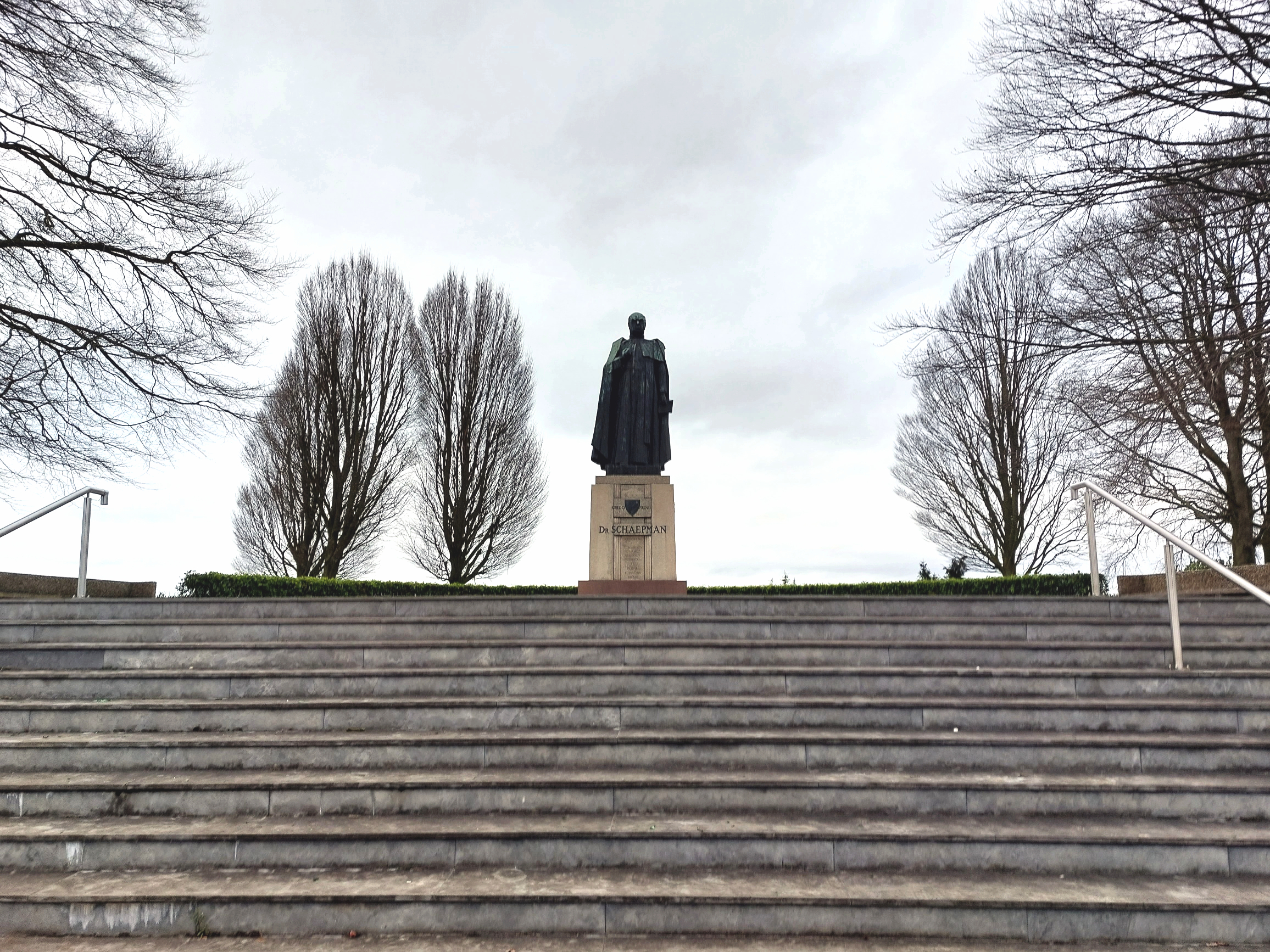
Het monument in 2022, overzicht